# Käthe Sasso

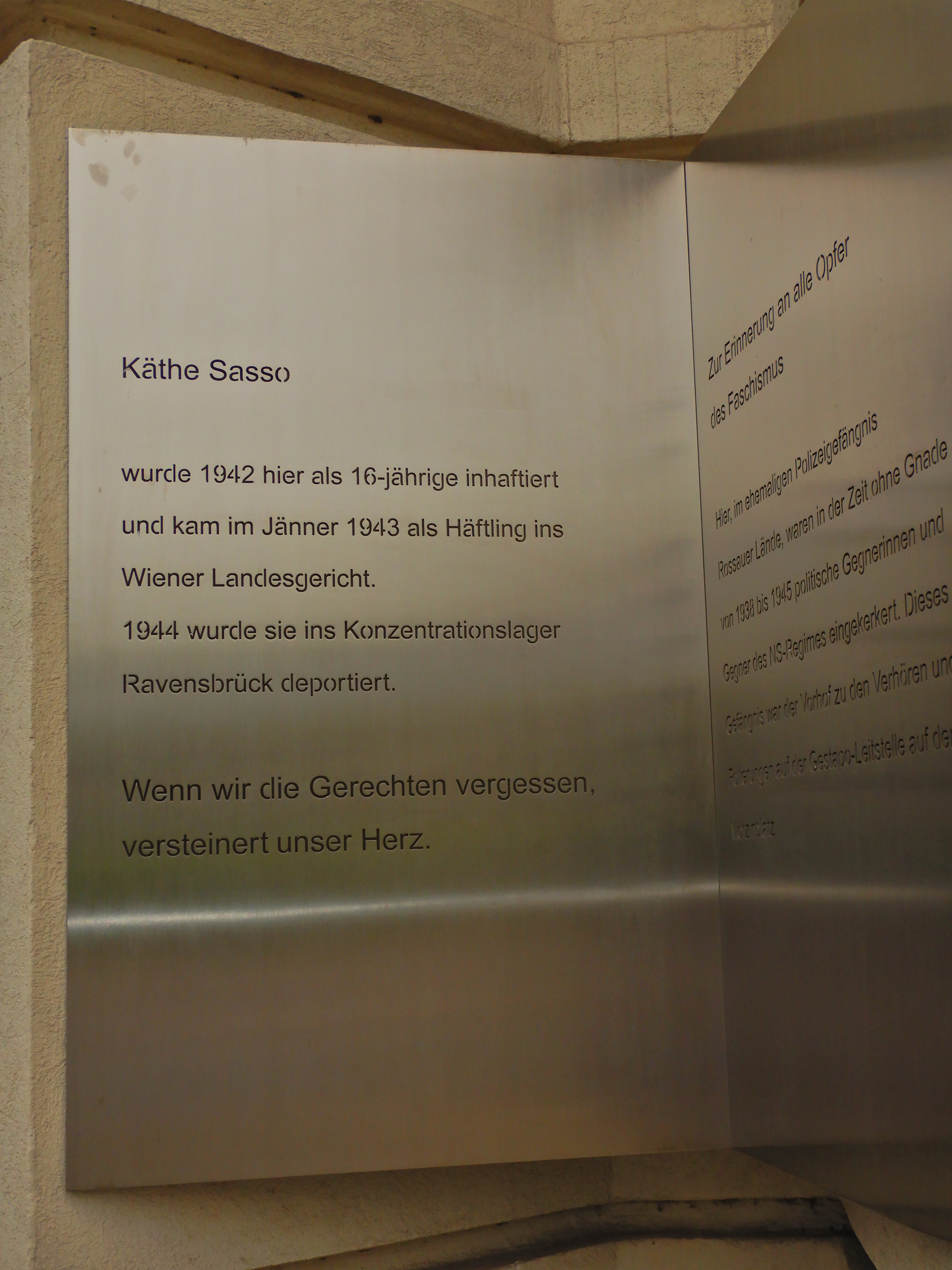
Gedenktafel für Käthe Sasso (Berggasse 43)

Käthe Sasso geb. Smudits (geboren 18. oder 28. März 1926 in Wien oder im Burgenland, gestorben 14. April 2024 in Wien) war eine österreichische Widerstandskämpferin, Überlebende des NS-Regimes und Zeitzeugin.

## Leben und Werk
Käthe Smudits wuchs zweisprachig (deutsch/kroatisch) bei ihrer Großmutter Majka, einer Burgenland-Kroatin, in Nebersdorf im Burgenland und später in Wien auf. Ihre Eltern Agnes und Johann waren beide politisch engagiert, sowohl gegen den Ständestaat als auch gegen den Nationalsozialismus. Nachdem der Vater zur Wehrmacht eingezogen und die Mutter im Juli 1941 nach schwerer Krankheit verstorben war, beteiligte sich das junge Mädchen an der Widerstandsgruppe Gustav Adolf Neustadl. Die Gruppe unterstützte Witwen hingerichteter Widerstandskämpfer mit Lebensmitteln, förderte das Hören ausländischer Radiosender und verteilte Flugblätter gegen den Nationalsozialismus. Wichtige Mitglieder der Gruppe waren Emilie Tolnay, Therese Dworak, Maria Sip, Rosalia Graf und deren Ehemann Johann Graf sowie das Ehepaar Gaida. Sie alle wurden schließlich wegen Hochverrats verurteilt und hingerichtet.
Im August 1942 wurde Smudits 16-jährig von der Gestapo inhaftiert. Im Jänner 1943 kam sie als Häftling ins Wiener Landesgericht. Sie entkam knapp dem Todesurteil und wurde ins Arbeitserziehungslager Oberlanzendorf überstellt. Schließlich wurde sie im September 1944 nach Berlin und zwei Wochen später ins KZ Ravensbrück deportiert. Am 28. April 1945 musste sie den Todesmarsch Richtung KZ Bergen-Belsen antreten. Eine Gedenkwebsite berichtet: „In der ersten Nacht des Todesmarsches, nahe Wustrow, gelingt [ihr] gemeinsam mit ihrer Freundin Mizzi Bosch die Flucht aus der Gruppe und anschließend die Rückkehr nach Wien.“
Nach der Befreiung durch die Alliierten blieb sie in Wien und heiratete Josef Sasso, wie sie Widerstandskämpfer. Die beiden bekamen drei Kinder und übersiedelten nach Niederösterreich. Ab den 1990er Jahren stellte sich Sasso als Zeitzeugin zur Verfügung. Am 5. Mai 2008 und am 27. Jänner 2013 sprach sie im Rahmen von Gedenkkundgebungen am Wiener Heldenplatz, 2013 im Rahmen des Holocaust-Gedenkens der Netzwerkplattform Jetzt Zeichen setzen!.
Im Dezember 2023 erhielt sie von den sozialdemokratischen Bildungsorganisationen Österreichs SPÖ Bildung den 2. Marie-Jahoda-Preis für herausragende wissenschaftliche Erkenntnisse.

## Veröffentlichungen
- Nicht nur in Worten, auch in der Tat. Käthe Sasso erzählt ihre Jugend im Widerstand. 3 Audio-CDs. Konzeption/Regie: Evelyn Steinthaler u. Klaus Sander, supposé, Berlin 2012, ISBN 978-3-86385-003-6[6][7]
- Unter mir die Todeszelle. In: Karin Berger et al. (Hrsg.): Der Himmel ist blau. Kann sein. Frauen im Widerstand, Österreich 1938–1945, Promedia 1985, ISBN 978-3-900478-05-6.

## Filmdokumentation
- Erschlagt mich, ich verrate nichts! Käthe Sasso, Widerstandskämpferin, Regie: Kurt Brazda. ORF III, 9. November 2013[11]

## Nachweise
1. 1 2  Anna Gadzinski: Kalliope Austria. Frauen in Gesellschaft, Kultur und Wissenschaft. Bundesministerium für Europa, Integration und Äußeres, Wien 2015, ISBN 978-3-9503655-5-9, S. 52.
2. 1 2  Sasso Käthe, geb. Smutisch. In: Ilse Korotin (Hrsg.): biografiA. Lexikon österreichischer Frauen. Band 3: P–Z. Böhlau, Wien 2016, ISBN 978-3-205-79590-2, S. 2830 (sabiado.at [abgerufen am 15. April 2024]).
3. 1 2  Zeitzeugin Käthe Sasso verstorben orf.at, 15. April 2024, abgerufen am 15. April 2024.
4. 1 2  A Letter to the Stars. (Memento vom 4. März 2016 im Internet Archive), abgerufen am 31. Jänner 2014.
5. ↑  SPÖ-Bildung und Zweite Nationalratspräsidentin Doris Bures überreichen Marie-Jahoda-Preis an Prof.in Käthe Sasso. Abgerufen am 16. April 2024.
6. ↑  Alexander Cammann: Hörbuch. Erinnerung, sprich. Käthe Sasso bewegt mit ihren Erlebnissen aus Widerstand und KZ (Memento vom 5. August 2019 im Internet Archive). In: Die Zeit Nº 39/2012 vom 20. September 2012, abgerufen am 15. April 2024.
7. ↑  Rainer Mayerhofer: Jugend im Widerstand und KZ. Käthe Sasso erzählt in einem Hörbuch aus ihrem Leben (Memento vom 13. Januar 2017 im Internet Archive), Wiener Zeitung, 30. Oktober 2012.
8. ↑  35. Todestag: Widerstandskämpferin Hanna Sturm orf.at, 9. März 2019, abgerufen am 14. März 2021.
9. ↑  "Hanna und Käthe" auf der Homepage von Peter Wagner, mit Link zu Videomitschnitt der Aufführung, abgerufen am 24. Mai 2024.
10. ↑  Ich widme meine Erinnerungen den Menschen dieser Welt auf der Website der Theaterinitiative Burgenland.
11. ↑  Widerstandskämpferin Käthe Sasso im Parlament geehrt. In: dieStandard. 5. November 2013, abgerufen am 11. Januar 2017.

| Personendaten    | Personendaten                                       |
| ---------------- | --------------------------------------------------- |
| NAME             | Sasso, Käthe                                        |
| ALTERNATIVNAMEN  | Smudits, Käthe (Geburtsname)                        |
| KURZBESCHREIBUNG | österreichische Widerstandskämpferin und Zeitzeugin |
| GEBURTSDATUM     | 18. März 1926 oder 28. März 1926                    |
| GEBURTSORT       | Wien oder Burgenland                                |
| STERBEDATUM      | 14. April 2024                                      |
| STERBEORT        | Wien                                                |